# American Nightmare (Band)

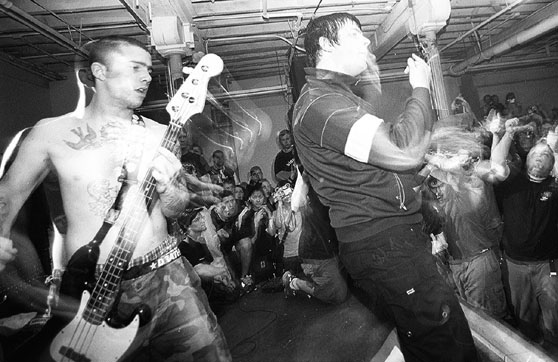
American Nightmare (Give Up the Ghost)

American Nightmare ist eine Hardcore-Punk-Band aus Boston, Massachusetts, USA.
Sie wurde 1998 gegründet und änderten etwas später ihren Bandnamen zu Give Up the Ghost. Die Gruppe löste sich 2006 auf und fand fast elf Jahre später, im Jahr 2017, wieder unter dem Namen American Nightmare zusammen. 2018 erschien ihr Comeback-Album, das nach der Band benannt wurde.

## Bandgeschichte
Give Up the Ghost wurde im Jahr 1998 von Tim Cossar, Wesley Eisold, Azy Relph und Jessey Van Diest unter dem Namen American Nightmare gegründet. Im Jahr 1999 brachte die Band eine Demoaufnahme mit vier Titeln heraus, welches dazu führte, dass die Band von dem Label Bridge Nine Records unter Vertrag genommen wurde. Das Debüt-Album erschien unter dem Namen American Nightmare im Jahr 2000. Nach einer ausgedehnten Tour und Veränderungen in der Besetzung, brachte die Band im Jahr 2001 ihr zweites Album The Sun Isn't Getting Any Brighter heraus.
Das Album Background Music, welches durch Equal Vision Records produziert wurde, erschien im Jahr 2001. Im Jahr 2003 musste sich die Band mit einem Rechtsstreit bezüglich ihres Namens auseinandersetzen. Eine Misfits-Coverband aus Philadelphia mit gleichem Namen beanspruchte die Rechte an diesem für sich. Infolgedessen ersetzte die Band ihren Namen zunächst durch dessen Initialen, A.N. Nachdem der Name zwischenzeitlich in American Nothing geändert wurde, die Band sich aber erneut mit der Drohung einer Klage konfrontiert sah, änderte sie den Namen in Give Up the Ghost, welcher ursprünglich der Name ihres nächsten Albums sein sollte. Dieses erschien im Jahr 2003 unter dem Namen We're Down Til We're Underground bei Equal Vision Records. Hierbei experimentierte die Band mit längeren Songs, die sich von der typischen "Hardcore-Handschrift" unterschieden, welche sie noch bei den vorherigen Alben verwendet hatte.
Im Jahr 2004 löste sich die Band, einen Tag nachdem sie ihre Europatour abgesagt hatten, überraschend auf. Die Band teilte mit, dass gesundheitliche und persönliche Gründe für die Trennung verantwortlich seien. Die Mitglieder der Band setzten ihre Laufbahn bei anderen Projekten fort. Im Jahr 2007 machte die Band in Form ihres Songwriters Wes Eisold erneut von sich reden. Es standen Vorwürfe im Raum, die Band Fall Out Boy habe unrechtmäßig Texte von Eisold verwendet. Nach einer außergerichtlichen Einigung konnte ein Rechtsstreit abgewendet werden.

## Diskografie
- 1999: Demo (DIY)
- 2000: American Nightmare (Bridge Nine Records)
- 2001: The Sun Isn't Getting Any Brighter (Equal Vision Records)
- 2001: Background Music (Equal Vision Records)
- 2002: Black on Black: A Tribute to Black Flag (Lied: Depression) (Initial)
- 2003: Love American (Bridge Nine Records/Equal Vision Records)
- 2003: We're Down Til We're Underground (Equal Vision Records)
- 2003: Live in London (Bridge Nine Records)
- 2004: Year One (Reflections Records/Bridge Nine Records)
- 2018: American Nightmare (Rise Records)
- 2023: Dedicated to the Next World